# Função de avaliação
Uma função de avaliação, também conhecida como função heurística de avaliação ou função estática de avaliação é uma função matemática utilizada por programas de jogos para estimar o valor ou uma boa posição no minimax e algoritmos relacionados. A função de avaliação é tipicamente escrita para ser rápida e precisão não é uma preocupação (portanto heurística) e procura apenas na posição atual e não explora os movimentos possíveis (portanto estática).
Uma estratégia popular para construir funções de avaliação é ponderar a soma de vários fatores através de sua influência no valor da posição. Por exemplo, uma função de avaliação para o xadrez poderia ter a seguinte forma:
```
 c
1
 * material + c
2
 * mobilidade + c
3
 * segurança do rei + c
4
 * controle do centro + ...
```

Enxadristas iniciantes, assim como os motores de xadrez mais simples, avaliam a posição tomando em conta apenas a vantagem material. Por exemplo, as peças são assinaladas com um valor numérico tendo as adversárias o mesmo valor de sinal trocado e somam todas as peças sobre o tabuleiro. De um modo geral, avaliações de computador mesmo em programas avançados tendem a ser mais materialistas do que avaliações humanas. Isto é compensado pela velocidade de avaliação dos programas que permitem mais plies serem examinados. Como resultado, alguns programas de xadrez podem ser mais táticos ao custo da estratégia.